# Global Positioning System

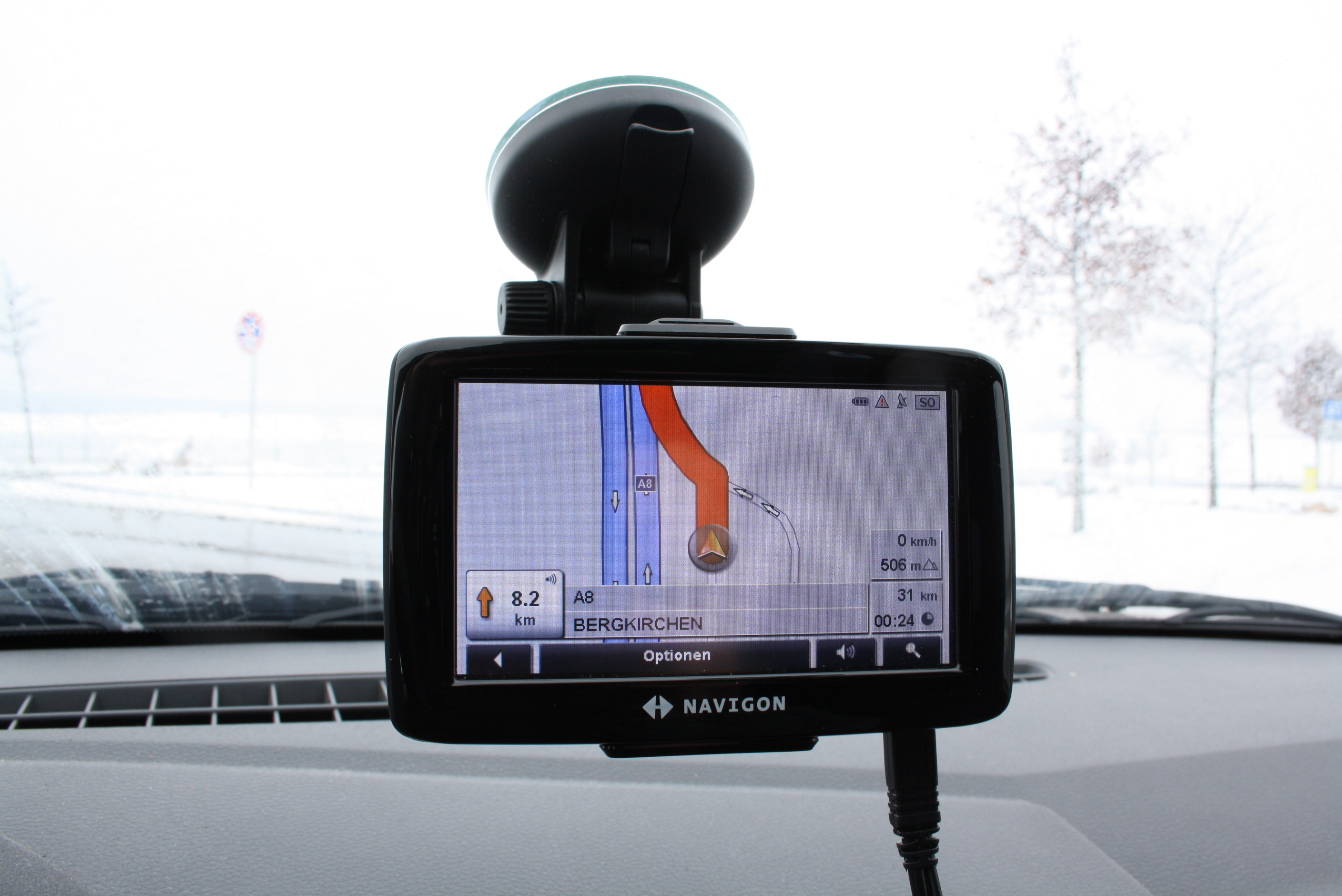
GPS helymeghatározó alkalmazás gépkocsiban

A Global Positioning System (GPS, Globális Helymeghatározó Rendszer) az Amerikai Egyesült Államok Védelmi Minisztériuma (Department of Defense) által (elsődlegesen katonai célokra) kifejlesztett és üzemeltetett – a Föld bármely pontján, a nap 24 órájában működő – globális műholdas navigációs rendszer (GNSS).
A GPS-t alap kiépítésben 24 műholdból álló flotta alkotja, amelyek közepes magasságú Föld körüli pályán (angol rövidítéssel: MEO – Medium Earth Orbit), körülbelül 20 200 km magasságban keringenek. Minden műhold naponta kétszer kerüli meg a Földet. (Az Amerikai Egyesült Államok elkötelezett amellett, hogy legalább 24 működő GPS műhold elérhetőségét fenntartsa az esetek 95%-ában. A műholdakból általában ennél több van pályára állítva. Ennek oka részben az, hogy a műholdak élettartama véges.)
A GPS egy fejlett helymeghatározó rendszer, amellyel háromdimenziós helyzetmeghatározás végezhető a földfelszínen, vízfelszínen vagy levegőben. Pontossága jellemzően méteres nagyságrendű, de differenciális mérési módszerekkel, fix földi bázisállomás jelét is felhasználva akár milliméteres pontosságot is el lehet érni, valós időben. A GPS-t sok más technológiához hasonlóan katonai célokra fejlesztették ki, de ma már a civil élet számos területén széles körben alkalmazzák. Nagy előnye, hogy adatait felhasználva szolgáltatások sorát élvezhetjük a kis méretű eszköz által és növelhetjük kényelmünket, biztonságunkat.
A rendszerhez folyamatosan zárkózik fel az orosz GLONASZSZ, az Európai Unió által fejlesztett Galileo és a kínai Beidou-2 műholdas rendszer, kiegészítve, pontosítva azt.

## A GPS rendszer kialakulása

A GPS műholdak föld körüli pályán. Feketével vannak jelölve a földfelszín egy adott pontjáról (kék folt) elméletileg látható műholdak (a számuk is jelezve).

Az emberek számára utazásaik során hosszú időkön keresztül helymeghatározás céljára a Nap és a csillagok szolgáltattak információkat. A modern órák már több információt szolgáltattak a földrajzi pozíció meghatározására, de valódi áttörést a műholdak megjelenése hozott.
1957-ben a szovjetek fellőtték a Szputnyik–1-et, és a mesterséges hold tesztelése során egy új jelenséget figyeltek meg. A műhold által kibocsátott rádiójel hullámhosszának változásait elemezve – a Doppler-effektust figyelembe véve – pontosan meg tudták határozni a műhold helyzetét.
Az amerikai haditengerészet 1958-ban kezdte navigációs rendszerét fejleszteni. A következő lépés az Amerikai Egyesült Államok Haditengerészetének (US Navy) fejlesztése volt, amikor 1964-ben a Transit nevű rendszert építették ki a Polaris ballisztikus rakétát hordozó tengeralattjárók és a felszíni hajók számára.* Transit. (Hozzáférés: 2009. szeptember 21.)
A Transit rendszerben négy, egyenként 45 kg-os műhold keringett poláris pályán a Föld körül 1000 km magasságban, így a Doppler-effektust felhasználva egy mélytengeralattjáró is körülbelül 10-15 perc alatt képes volt pontos földrajzi helyzetét meghatározni. Alapkövetelmény volt a tervek szerint, hogy a passzív navigációs vevőkészülék helyzeti pontossága 0,1 tengeri mérföld legyen, naponta többször. Ezt a rendszer túlszárnyalta és 0,042 tengeri mérföld helyzeti pontosságot ért el. A Transit rendszert 1996-ban váltották fel a navigációs műholdak (GPS NAVSTAR).
A GPS eredeti elnevezése koncepciójának kialakításakor, 1973-ban Defense Navigation Satellite System (DNSS, Védelmi Navigációs Műholdrendszer) volt, amit még abban az évben a Navstar-GPS névvel váltottak fel, később ebből rövidült a ma használatos GPS elnevezés.

## A rendszer felépítése

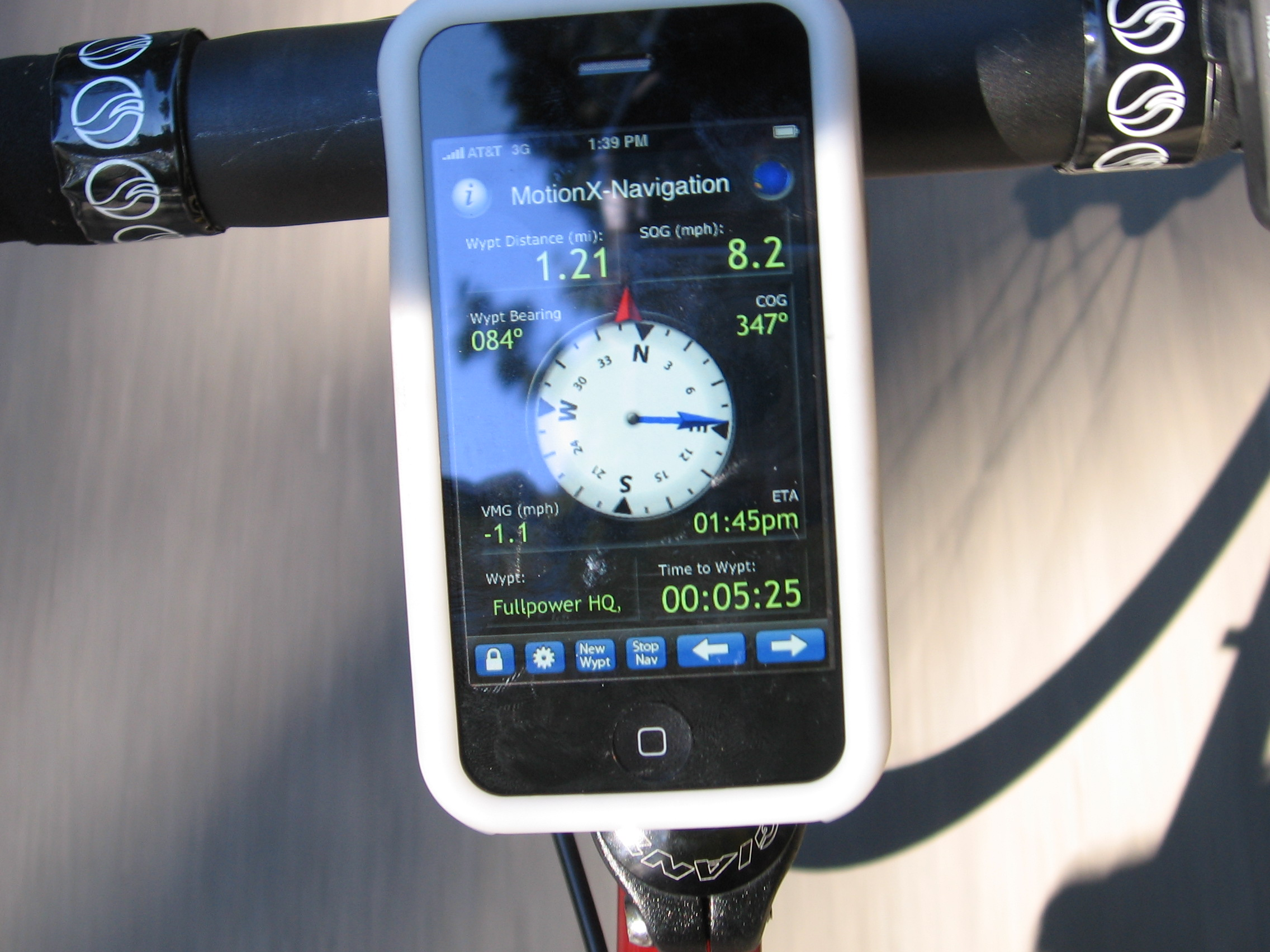
GPS-t használó helymeghatározó alkalmazás, ami egy kerékpárra szerelt okostelefonon működik

A mai GPS rendszer alapjait 1973-ban fektették le 24 Navstar műhold segítségével, amelyek mindegyike naponta kétszer kerüli meg a Földet 20 200 km-es magasságban. Elhelyezkedésük olyan, hogy minden pillanatban a Föld minden pontjáról legalább négy látszódjon egyszerre. A 24 műhold hat csoportba van osztva, a Föld körül keringve egymástól 60°-os kelet-nyugati eltérésű pályán mozognak. Az égbolton sík terepről egyszerre 7-12 műhold látható, melyből a helymeghatározáshoz 4, a tengerszint feletti magasság meghatározásához pedig további egy hold szükséges.
A rendszer kialakítása igen nagy összegeket emésztett fel (indításkor kb. 12 milliárd USD). Az 1970-es években, a hidegháború során kezdtek a fejlesztésbe, ez része volt a szigorúan titkos csillagháborús tervnek.
A GPS műholdak két frekvencián sugároznak, ezeket L1-nek (1575,42 MHz) és L2-nek (1227,6 MHz) nevezik. Minden műhold szórt spektrumú jelet sugároz, amit „pszeudo-véletlen zajnak” lehet nevezni (angol megnevezése: pseudo-random noise, röviden: 'PRN'). Ez a PRN minden műholdnál különböző. A PRN kódoknak két fajtája van:
1. C/A („Coarse Acquisition code”, a.m. 'durva, közelítő adatnyerési kód'), ami ezredmásodpercenként 1023 jelet tartalmaz, egy kódelem időtartama 1 μs.
2. P(Y)-kód („Precision code”, a.m. 'precíziós kód'), ami 10230-at. Egy kódelem időtartama csak 0,1 μs. A C/A kódot az L1 frekvencián adják, a P-kódot mindkét frekvencián. A P-kódot kizárólag titkos katonai GPS-vevővel lehet dekódolni, ez szabadon nem hozzáférhető. Értelemszerűen a pontossága nagyobb, mint az általános, polgári használatra szánt C/A kódnak.

1994-98 között az Egyesült Államok egy zavaró jelet is sugárzott (SA - selective availability), hogy a rendszer pontosságát korlátozza. Emiatt a GPS akár több száz métert is tévedhetett. A zavaró jelet csak a katonai jel vételével lehetett megkerülni, ehhez azonban a katonai vevőn kívül a napi kódra is szükség volt. Végül nemzetközi nyomásra az SA jel sugárzását 2000 májusában megszüntették.. Az SA jelek hatását DGPS módszerrel lehetett csökkenteni.
A GPS-rendszert elsősorban rádiónavigációs célokra szánták, azonban emellett felhasználható a pontos idő és frekvencia terjesztésére is. Minden műholdon két db rubídium- vagy cézium-atomóra van elhelyezve. Az oszcillátorok biztosítják az alapfrekvencia és a kód előállítását is. Az alapfrekvenciát az USDOD földi állomásai felügyelik, amit egyeztetnek az egyezményes koordinált világidővel (UTC) (amit a United States Naval Observatory (USNO) állít elő), azonban a két időfogalom és érték nem azonos egymással. Kölcsönös egyeztetéssel az USNO és a NIST által előállított UTC-idő 100 ns-on belül (ns=nanoszekundum) megegyezik egymással, frekvenciaeltérésük kisebb, mint 10−13.
A GPS-idő nem tartalmazza a polgári életben megszokott szökőmásodperceket, haladása folyamatos, ezért a GPS-vevők megkapják a kettő közötti eltérés értékét és a készülék a polgári életben használt időt mutatja.

## A helymeghatározási módszer

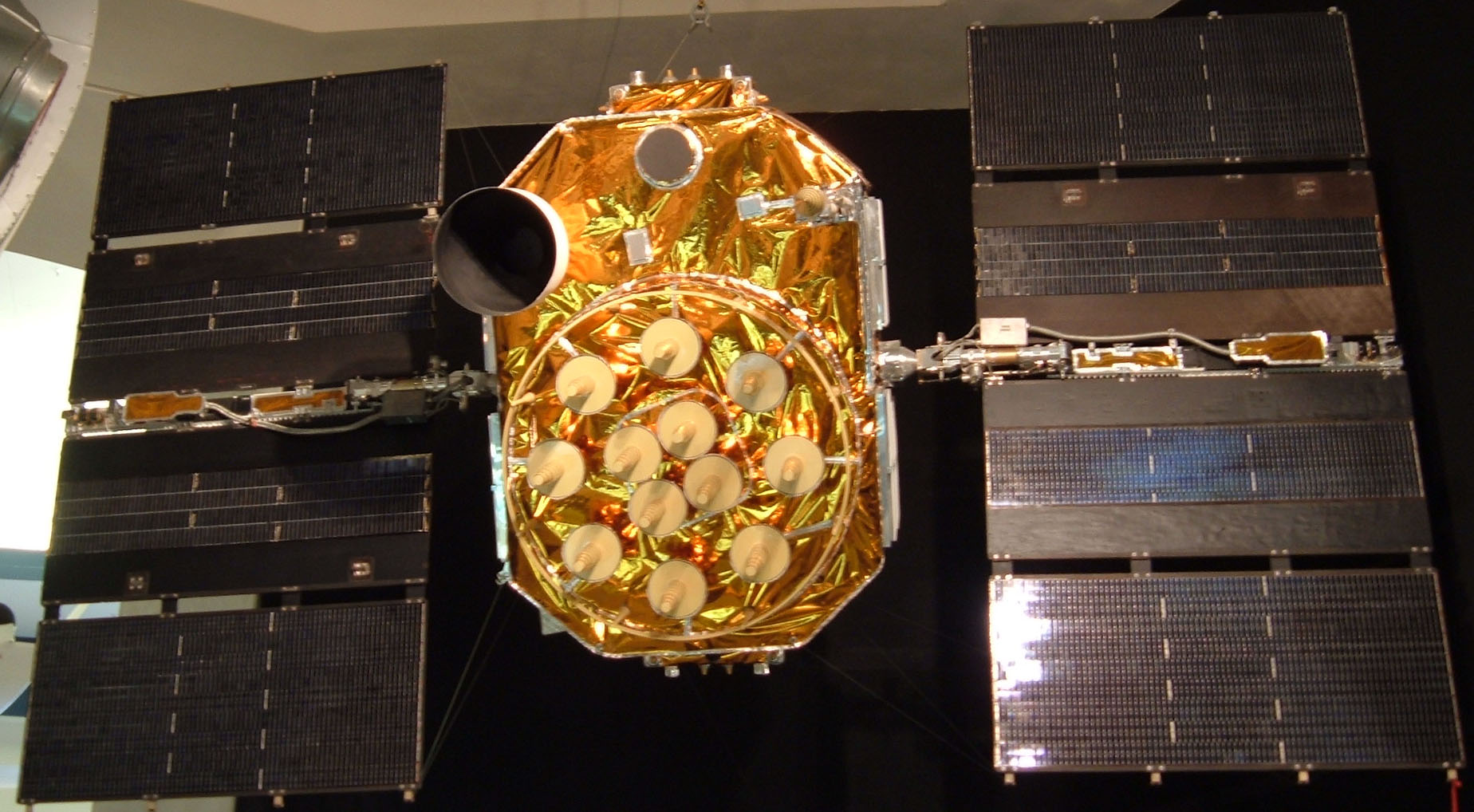
GPS-műhold a San Diegó-i Légtér és Világűr Múzeumban

A helymeghatározás elmélete koordinátageometriai módszereken nyugszik. A műholdas helymeghatározó rendszer időmérésre visszavezetett távolságmérésen alapul. Mivel ismerjük a rádióhullámok terjedési sebességét, és ismerjük a rádióhullám kibocsátásának és beérkezésének idejét, ezek alapján meghatározhatjuk a forrás távolságát. A háromdimenziós térben három ismert helyzetű ponttól mért távolság pontos ismeretében már meg tudjuk határozni a pozíciót. A további műholdakra mért távolságokkal pontosítani tudjuk ezt az értéket.

### Az eljárás lépései
1. A GPS-vevő folyamatosan rendelkezzen a műholdakon lévő atomórák pontos idejével
2. Legalább 4 műhold láthatósága esetén „háromszögeléssel” meghatározható a földfelszíni pozíció. A geodéziai GPS-műszerek használatához legalább 5 műhold egyidejű vétele szükséges
3. Ehhez ismerni kell a vevő és a műholdak pontos távolságát, amihez a műholdak aktuális pályájának és a kisugárzott jel megérkezési idejének ismerete szükséges
4. Hibák és korrekciók

#### 1. lépés
A GPS-vevőnek először a műholdakkal folyamatosan egyeztetett pontos időre van szüksége, ehhez a PRN-kódot használja fel. A PRN-kód jelzi a vevőnek, hogy melyik műhold jelét veszi, és az adott műholdtól milyen álvéletlen jelsorozatra számíthat. A ténylegesen megkapott és a vevőben várt jel egyedi mintázattal rendelkezik, ennek ismeretében a vevő megállapítja a jelek időbeli eltérését és a saját óráját ennek megfelelően járatja.

#### 2. lépés
Igazából nem „háromszögelésről” van szó, mivel általában több mint 3 műhold látható, de az eljárás hasonló, ugyanis háromszögekkel állapítjuk meg egy ismeretlen pont (a vevő) térbeli helyzetét. Elméletileg 3 műhold is elég lenne ehhez, ha mindegyik órája tökéletesen járna, a gyakorlatban azonban a rendszer ismert pontatlanságait figyelembe véve legalább 4 műholdat használnak a pozíció meghatározásához. A geodéziai műszerek minimum 5 műhold folyamatos vételét igénylik. A műholdaktól való távolság kiszámításához ugyanazt a módszert használja a vevő, mint a pontos idő szinkronizálásánál: a műholdról sugárzott és a vevőben meglévő idők eltérését állapítja meg. Az időbeli különbség szorozva a rádióhullámok terjedési sebességével kiadja a vevő és az adott műhold távolságát.
Az első műholdtól való r1 távolság azt jelenti, hogy a megfigyelő olyan r1 sugarú gömbön helyezkedik el, aminek a középpontja az első műhold. A második műholdtól való r2 távolság azt jelenti, hogy a megfigyelő ezen a második a gömbön is rajta van, tehát a két gömb metszésvonalán, azaz egy körön helyezkedik el. A harmadik műholdtól való távolságot felhasználva tehát a megfigyelő az r1, r2 és r3 sugarú gömbök metszéspontján helyezkedik el. Az előbbiek szerint az r3 gömb az r1, r2 gömbök metszőkörét két pontban fogja elmetszeni, amelyek közül a rendszer ki tudja választani a valóságosat illetve a hamisat: a másik ugyanis vagy nagyon a Föld belsejében vagy a világűrben lesz.
Ámde a fenti eljárás csak akkor ad pontos eredményt, ha a vevő órája szinkronban jár a műholdakéval. Ezt a 4. műhold segítségével oldják meg: ha az óra szinkronban jár, akkor a 4., az r4 sugarú gömb pontosan a három gömb metszéspontján megy át, ha viszont nem áll fenn a szinkron, akkor minden gömbhármas más és más metszéspontot ad. Ezért a vevőberendezés úgy korrigálja a saját órájának a beállítását, hogy a négy metszéspont végül egy pontba kerüljön. Ezért kell legalább 4 műholdat figyelni, és ezért nem kell atomórát építeni a vevőkészülékbe.

#### 3. lépés

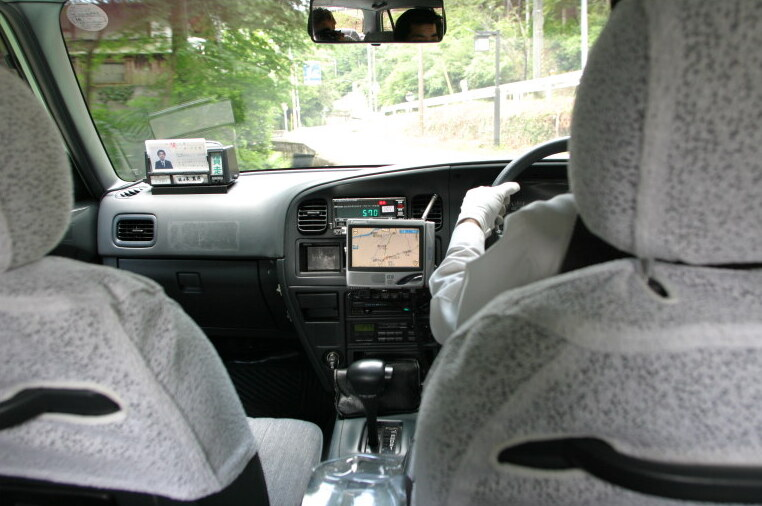
Földrajzi helyzetét meghatározó taxisofőr a 21. században (Kiotó)

A vevő és a műholdak távolságához ismerni kell a műholdak aktuális pozícióit. Ehhez a műholdak kisugározzák az ún. „almanac” adatokat (ez a vevőkészülék bekapcsolásakor, illetve később periodikusan megtörténik), amik az egyes műholdak pályaadatait tartalmazza. Ennek ismeretében a vevő kiszámítja a műhold Föld feletti helyzetét. Az Amerikai Védelmi Minisztérium (USDOD) folyamatosan radarokkal követi a műholdakat és méri azok földfelszínhez viszonyított pozícióját, sebességét és magasságát. Ezekkel az adatokkal korrigálják a műholdakban lévő pályaelemeket (amiket a műholdak lesugároznak a vevő felé).

#### 4. lépés
A műholdakon lévő atomórák nagyon pontosak, de nem tökéletesek. Az eltéréseket a földi állomások figyelik, és szükség esetén korrigálják azokat.
A pályaelemek folyamatosan változnak a különféle zavaró hatások következményeként (ezeket összefoglaló néven „efemerisz-hibának” nevezik, mivel végső soron a műhold pályájára vannak hatással). Ilyen zavaró hatás a Föld anyageloszlásának, és így gravitációjának egyenetlenségei, a Nap és a Hold gravitációs hatása, illetve a napszél eltérítő ereje (ami mindig más irányból hat a műholdra). Bár ezek a hatások önmagukban kis pontatlanságot okoznak, mindet figyelembe veszik a pontos pályaszámításokhoz.
Jelentősen nagyobb torzítást okoz a rendszerben a légkör hatása a rádióhullámokra. A számítások leírásánál feltételeztük, hogy egyszerűen a távolság = sebesség x idő képlettel számolunk. Ez igaz is, csakhogy a rádióhullámok sebessége csak vákuumban állandó.
Ahogy a műhold jele a Föld felé terjed, áthalad az elektromosan töltött részecskéket tartalmazó Van Allen sugárzási övön, majd a vízpárát tartalmazó troposzférán, és mindkettőben valamennyire lelassul a vákuumbeli sebességhez képest.
Több módszer kínálkozik ennek a hibának a minimalizálására. Az egyik, hogy a hatás mértéke ismert, a korábbi mérésekből alkotott modellek alapján jól közelíthető egy adott napra. Azonban a légkör állapota soha nem állandó és soha nem pontosan ugyanaz. Ezért általában más módszert használnak a hibák kiküszöbölésére.
Felhasználható az L1 és L2 frekvenciák terjedésének különbözősége, ugyanis a légkör hatása frekvenciafüggő (ezt a módszert csak a katonai vevők tudják kihasználni).

#### AGPS
Az AGPS (=Assisted GPS) olyan GPS vételi módszer, mely földrajzi helymeghatározásra képes, de a műholdak helyzetének pontos számításához segédprogramra és adatokra van szüksége, melyet a mobilszolgáltatón vagy WiFi hálózaton keresztül kap meg (megkapja a következő 7 napra a műholdak pontos helyzetét). Az eljárás előnye, hogy a készülékbe elegendő egy egyszerűbb GPS-vevőt és kisebb kapacitású processzort beépíteni, ugyanakkor a szolgáltató biztosítja a telefon pozíciójának számításához szükséges számítási kapacitást és a pontos adatokat.
Ez a szolgáltatás lehet, hogy fizetős, mivel az információkat az internetről szerzi be, és ez adatforgalommal jár.

#### Differenciális GPS
A differenciális GPS (röviden: DGPS) elve kihasználja azt a tényt, hogy a földfelszín egy adott, ismert pontján lévő, rögzített vevőkészülék milyen eltéréseket tapasztal a műholdakról sugárzott jelekkel meghatározott és az általa más forrásból meghatározott földrajzi pozíció között. Az eltérés a többi hibaforrás számításba vétele után a légkör torzító hatásának tudható be. Ezt a korrekciós adatot a földi rögzített állomás kisugározza a mozgó GPS-vevők felé, amiknek rendelkezniük kell ennek a jelnek a vételi lehetőségével („dual frequency”). Az így megnövelt pontosság csak a rögzített földi állomás környezetében használható ki (ez legfeljebb néhány száz km), ahol a légkör állapota még azonosnak vehető a rögzített földi állomás fölötti légkör állapotával.

#### További pontosítás
Az amerikai WAAS, a japán MSAS és az európai EGNOS (European Geostationary Navigation Overlay Service) a GPS egyik műholdas alapú kiegészítő rendszere (SBAS, Satellite Based Augmentation System). Egyrészt azért van szükség a kiegészítő rendszerekre, mert a "hagyományos" globális helymeghatározó rendszerek önellenőrző képessége (integritása) nem kellően kidolgozott olyan, elsősorban a közlekedés területén felmerülő, az élet- és vagyonbiztonság szempontjából kritikus navigációs alkalmazásokhoz (safety critical applications). Másrészt a "hagyományos" rendszerek jellemzően néhány méteres pontossága sem elég.
A rendszer alapgondolata, hogy a földi állomások NAVSTAR és GLONASS műholdakra tett méréseinek alapján ún. WAD (Wide Area Differential) korrekciós jeleket küldenek a felhasználók felé. A korrekciós jeleket geostacionárius pályán keringő műholdak, a GPS frekvenciatartományában sugározzák. A szolgáltatás garantáltan ingyenes, mindössze a jelek fogadására és feldolgozására alkalmas vevőre van szükség. A jelenlegi kereskedelmi forgalomban kapható vevők túlnyomó része ilyen.
Magyarországon 2006 óta működik az EGNOS, melyet a Budapesti Műszaki és Gazdaságtudományi Egyetem működtet (2007. december 2-án a GPS-vevőjük tönkrement, azóta a rendszer nem működik).

#### Geodéziai pontosítás
A fenti pontosítások még mindig nem elegendőek a mm-es pontosság eléréséhez. Ezért a geodéziai GPS-műszerek további pontosítást kapnak egy földi ismert pont bevonásával. Ezeket Magyarországon OGPSH-alappontoknak nevezik. Kivitelezése kétféleképp lehetséges. Vagy két műszerrel végzünk egyidejű méréseket, amelyből az egyik stacionárius (bázis) és az ismert ponton mér, a másik a rover-készülék, amely a meghatározandó ponton mér. A két műszer adatai alapján már mm-es pontosság érhető el. Előnye a függetlenség, hátránya, hogy egy telepített műszert a mérés helyétől viszonylag nagy távolságban kell üzemeltetni, valamint a két műszer közötti kapcsolat a távolságot korlátozza.
A másik módszer szerint a bázisjelet a FÖMI vagy a Trimble szolgáltatja a referenciaállomásról egy szerveren és internethálózaton keresztül. Ez a bázisjel folyamatos mérést tesz lehetővé és feleslegessé teszi a terepi bázisállomást, azonban terepi internetkapcsolatot igényel. Előnye, hogy az országban bárhol, egyetlen rover-készülékkel kivitelezhető a mérés, csak egy helyen kell a műszert üzemeltetni. További előnye, hogy terepi probléma esetén utófeldolgozásra is lehetőség van a központi szerver adatai alapján.
A geodéziai GPS-műszerek a koordinátákat mm-es pontossággal rögzítik, mérési bizonytalanságuk 1–2 centiméter közötti.

## Általános és speciális relativitáselmélet
A GPS-szel történő helymeghatározás egyike azoknak a mindennapi alkalmazásoknak, amikben figyelembe kell venni több relativisztikus hatást.
Az egész rendszer órák használatából áll és ezek az órák mozognak. A műholdon lévő óra mozog a vevő órájához képest, az idő tehát megnyúlik a speciális relativitáselmélet szerint. Minden óra gravitációs térben van (ti. a Föld gravitációs terében), ezért az általános relativitáselméletet számításba kell venni.
A Föld forgásából adódó Sagnac-hatás „tönkreteszi” az Einstein-féle időszinkronizálást, ami állandó fénysebességet feltételez, nem-gyorsuló rendszerben. A Föld forgásából az következik, hogy A órát szinkronizálni tudjuk B órával, és B órát szinkronizálni tudjuk C órával, de a C óra nem lesz szinkronban A órával. Ezért szükséges egy „univerzális idő”, ami a földfelszínen lévő helyi időtől különböző sebességgel telik. Ezt az „univerzális időt” a Colorado Springs-ben (USA) lévő GPS-vezérlőközpontban tartják karban.

## A GPS műholdak pályái
| Csop.                                                                                                  | Kilövés ideje | Sikeresség | Sikeresség | Sikeresség | Sikeresség | Jelenleg kering és működik |
| Csop.                                                                                                  | Kilövés ideje | Siker      | Hiba       | Szer- elés | Terv- ben  | Jelenleg kering és működik |
| --- | ------------- | ---------- | ---------- | ---------- | ---------- | -------------------------- |
| I | 1978–1985     | 10         | 1          | 0          | 0          | 0                          |
| II | 1989–1990     | 9          | 0          | 0          | 0          | 0                          |
| IIA | 1990–1997     | 19         | 0          | 0          | 0          | 0                          |
| IIR | 1997–2004     | 12         | 1          | 0          | 0          | 7                          |
| IIR-M                                                                                                  | 2005–2009     | 8          | 0          | 0          | 0          | 7                          |
| IIF | 2010–2016     | 12         | 0          | 0          | 0          | 12                         |
| IIIA                                                                                                   | 2018–         | 6          | 0          | 4          | 0          | 6                          |
| IIIF                                                                                                   | Tervben       | 0          | 0          | 0          | 22         | 0                          |
| Össz.                                                                                                  | Össz.         | 76         | 2          | 4          | 22         | 32                         |
| (Frissítve: 2023. szeptember 3.) USA-203 a IIR-M csoportból hibás Teljesebb listához lásd GPS műholdak |               |            |            |            |            |                            |

A GPS műholdak a Föld felszíne felett nagyjából 3 Föld-sugárnyi magasságban keringenek. Pályájuk kör alakú, egy sziderikus nap alatt két keringést végeznek. Pályájuk inklinációja az Egyenlítőhöz képest 55°. A gyakorlatban a jel vétele akkor a legjobb, ha a műhold legalább 10-15°-kal a horizont fölött látható.

## A GPS hasznosítása
- közlekedési (civil, teherszállítás, rendőrség, tűzoltóság, mentők, autóbuszok)
- gépjárművédelem (lopás ellen)
- geodézia, földmérés
- természetjárás
- környezeti kutatás (madármegfigyelés, vonuláskövetés)
- játékok (geocaching.hu, Index.hu embervadászat, gpsgames.hu)

### A GPS-szel történő helymeghatározás előnyei
- napszaktól független
- földfelszín feletti magasságtól független
- mozgási sebességtől független (a műszerrel akár repülőgépen is mérhetünk, egy bizonyos sebességhatárig)

### A GPS-szel történő helymeghatározás hátrányai
- a szükséges adatok vétele viszonylag hosszú időbe telik (bekapcsolás után több perc is lehet)
- csak nyílt, fedetlen területeken alkalmazható (pl. alagútban nem)
- az épületekről visszaverődő jelek zavart okoznak a mérésben
- a ritkán előforduló erős napkitörések alatt használhatatlanná válnak[11]
- A rendszert az Egyesült Államok hadserege üzemelteti, ezért ha az érdekei megkívánják, a rendszer pontosságát csökkentik (például a Jugoszláviai háború alatt a hadműveletek idejére)
- A magas földrajzi szélességű körzetekben (nagy általánosságban 55°-tól feljebb, különösen az Északi sarkkörön belül, illetve a Déli sarkkörön belül) a vétel bizonytalan, mivel a műholdak viszonylag alacsonyan láthatók a horizont fölött

### GPS irányítású fegyverek

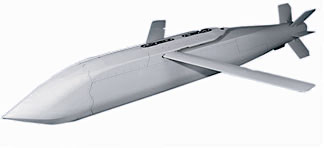
Az AGM–154 JSOW (Joint StandOff Weapon) GPS-irányítású siklóbomba

A GPS alkalmazható lövedékek pontos célba juttatására is, ezért a kereskedelemben kapható GPS-vevők képességeit úgy korlátozzák, hogy ha a vevőkészülék egy bizonyos sebességnél gyorsabban halad (pár száz km/h), akkor a vevő nem szolgáltat jelet.

## További GNSS rendszerek
- Európa: Galileo, 18 műhold.[12]
- Orosz-Indiai: Glonaszsz, 24 műhold, 2011 óta működik üzemszerűen. A sarkvidékek környékén 65°Földrajzi szélességig üzemszerűen használható, szemben a GPS-szel, ami csak 55°-ig működőképes.[13]
- Kínai: Beidou-2, 14 műhold, 2020-ra tervezték a teljes kiépítését.

## Fordítás
- Ez a szócikk részben vagy egészben  a   Global Positioning System című angol Wikipédia-szócikk ezen változatának fordításán alapul.  Az eredeti cikk szerkesztőit annak laptörténete sorolja fel. Ez a jelzés csupán a megfogalmazás eredetét és a szerzői jogokat jelzi, nem szolgál a cikkben szereplő információk forrásmegjelöléseként.

### Külföldi oldalak
- u-blox GPS Tutorial Archiválva 2009. április 19-i dátummal a Wayback Machine-ben – Tutorial designed to introduce you to the principles behind GPS
- GPS Articles
- PDF document on the history of the GPS system
- GISWiki Tutorials and News
- Neil Ashby: Relativity in the Global Positioning System
- A GPS műholdak pályaadatai és pillanatnyi pozíciói (térképen is) a www.n2yo.com weblapon.(angolul)